# Estación de Mairie de Clichy
La estación de Mairie de Clichy (en español: Ayuntamiento de Clichy) es una estación del metro de París situada en la comuna de Clichy al norte de la capital. Pertenece a la línea 13. 

## Historia
Fue inaugurada el 9 de mayo de 1980.
Ubicada en Clichy debe su nombre a su cercanía con el ayuntamiento de la ciudad. 

## Descripción
Se compone de dos amplios andenes laterales y de dos vías.  
Moderna estación construida en los año 80 combina el clasicismo de los azulejos blancos, que cubren media pared con el vidrio que abarca el resto. La nota de color, siguiendo el estilo Motte, se sitúa en la zona de asiento. 